# Cacaolat
Cacaolat es una marca española de batido de leche y cacao del grupo Cacaolat que desde 2021 es propiedad del grupo Damm. Está considerado el primer batido de fabricación industrial del mundo.
Cacaolat se comercializa en botellas de vidrio retornable, plástico y paquetes de tetrabrick. El sabor a chocolate es el producto principal, aunque también hay batidos de vainilla y fresa. La marca es especialmente popular en Cataluña, donde tiene su principal área de distribución.

## Historia
El batido Cacaolat fue creado por Joan Viader Roger, hijo de Marc Viader Bas, un industrial catalán que había fundado en 1925 la sociedad anónima Letona. La idea del batido con leche surgió a partir de una bebida artesanal que Joan y su padre vieron hacer en Hungría. Viader solicitó la patente del producto el 4 de diciembre de 1931 como «bebida nutritiva refrescante», siendo el primero elaborado de forma industrial en el mundo.
El producto se elaboraba a partir de la leche desnatada, que en aquella época no era considerada como útil, con cacao y azúcar. La producción se vio paralizada entre 1936 y 1950, primero por la guerra civil y después por la falta de abastecimiento de cacao de calidad. Años más tarde Letona retoma y aumenta la producción del batido.
En 1971 Clesa se hace con Letona, y por ello pasa también a controlar Cacaolat. La productora láctea impulsa el consumo de Cacaolat en Cataluña y toda la zona del Levante, a la vez que aumenta la publicidad para dar a conocer el producto en sus áreas de referencia. En 1998 la empresa fue comprada por Parmalat, y entre 2007 y 2011 perteneció a Nueva Rumasa. La firma escindió Cacaolat de Clesa en 2010, para que esta pasara a ser una marca independiente. Aunque su intención era que cotizara en bolsa, no llegó a hacerlo.
A comienzos de 2011, Nueva Rumasa tenía una deuda de setecientos millones de euros que afectó a todas sus empresas. Desde entonces, Cacaolat tiene serios problemas para mantener su modelo de negocio y los puestos de trabajo. Para evitar su desaparición, algunas empresas han presentado ofertas para hacerse con la marca y los consumidores se han movilizado bajo el lema en catalán «Salvem el Cacaolat» (Salvemos el Cacaolat).
Después de un largo proceso de subasta en un juzgado mercantil de Barcelona, la empresa fue comprada el 8 de noviembre de 2011 por una alianza formada por Damm y la embotelladora Cobega, al 50 % cada una, que contaba con el apoyo del fondo de inversión Victory Turnaround. El acuerdo, valorado en ciento treinta millones de euros, contemplaba el relanzamiento de la marca y el traslado de la producción a Santa Coloma de Gramanet, en la antigua fábrica de cervezas Damm, además de la creación de un negocio independiente y la remodelación de una planta en Zaragoza.
En junio de 2021, Damm llegó a un acuerdo con Cobega para adquirir su participación en Cacaolat, haciéndose con el control de toda la empresa. Tres años después, Idilia Foods —propietaria de la marca Cola Cao— alcanzó un acuerdo con Damm para adquirir la mitad de la compañía, con el objetivo de ampliar su negocio de batidos, por unos cincuenta millones de euros.